# Niall Mackenzie
Niall Macfarlane Mackenzie (ur. 19 lipca 1961  w Stirling w Szkocji) – brytyjski motocyklista.

## Kariera

### 250 cm³
W MMŚ Niall zadebiutował w 1984 roku, w średniej kategorii 250 cm³. Reprezentując ekipę Armstrong-Rotax, wystartował w GP Wielkiej Brytanii oraz GP Szwecji. 
W kolejnym sezonie Brytyjczyk (również w tym zespole) wystartował w pełnym wymiarze. Tylko w jednym wyścigu sięgnął po punkty, zajmując podczas rundy w Szwecji dziesiątą lokatę.
W roku 1986 wziął udział w sześciu ostatnich wyścigach sezonu. Dwukrotnie znalazł się na punktowanym miejscu, plasując się podczas GP Belgii i Wielkiej Brytanii odpowiednio na ósmej i dziesiątej pozycji.
W sezonie 1990 Niall wystąpił w pierwszych dwóch rundach cyklu, na torze Suzuka i Laguna Seca. Dosiadając motocykl Yamahy, zmagania w nich zakończył w drugiej dziesiątce, odpowiednio na trzynastej i czternastej lokacie.
Rok 1995 był ostatnim nie tylko w średniej klasie, ale również w wyścigach Grand Prix dla Mackenzie'go. W zespole Doshop Aprilia zanotował najlepszy sezon w karierze w tej serii. Po punkty sięgał pięciokrotnie, natomiast najlepszą pozycję uzyskał w GP Wielkiej Brytanii, gdzie zajął szóste miejsce. Zdobyte punkty sklasyfikowały go na 18. pozycji.

### 500 cm³
W najwyższej kategorii 500 cm³ Brytyjczyk zadebiutował podczas GP Wielkiej Brytanii. W ekipie HB-Suzuki wystartował łącznie w trzech ostatnich rundach sezonu, za każdym razem plasując się w czołowej ósemce. Dzięki temu w klasyfikacji generalnej znalazł się na 10. lokacie.
Sezon 1987 był pierwszym dla Nialla w pełnym wymiarze (nie wziął udział jedynie w GP Jugosławii). Na motocyklu Hondy, już w pierwszej rundzie o GP Japonii sięgnął po pole position (wyścigu jednak nie ukończył). Jedyne podium uzyskał podczas piątej eliminacji o GP Austrii, gdzie zajął trzecią pozycję. We wszystkich wyścigach plasował się w czołowej dziesiątce, kończąc rywalizację na 5. miejscu.
W kolejnym roku startów Mackenzie wystąpiwszy we wszystkich wyścigach, siedmiokrotnie znalazł się w czołowej piątce. Podczas GP USA stanął na najniższym stopniu podium. Zmagania zakończył na 6. pozycji.
W roku 1989 Szkot podpisał kontrakt z zespołem Marlboro-Yamaha. Podczas GP Hiszpanii po raz trzeci w karierze został sklasyfikowany na trzecim miejscu. W wyniku kontuzji poniesionej podczas GP Wielkiej Brytanii, nie był w stanie wziąć udziału w wyścigu w Austrii. Nie wystartował również w GP Narodów. W klasyfikacji generalnej uplasował się na 7. lokacie.
Po zaledwie jednym roku współpracy z ekipą trzech skrzyżowanych kamertonów, Niall przeniósł się do stajni Lucky Strike-Suzuki. Pomimo braku udziału w pierwszych dwóch rundach, był to najlepszy sezon w karierze Mackenzie'go. We wszystkich dojechał do mety, będąc aż dziewięciokrotnie w pierwszej piątce. Dwukrotnie również zameldował się na podium, kończąc rywalizację w GP Niemiec i Jugosławii na trzeciej pozycji. W klasyfikacji końcowej znalazł się na 4. miejscu.
Pomimo dobrego sezonu, Brytyjczyk odszedł z zespołu. Był to rok absencji szkockiego zawodnika, który dopiero pod koniec rywalizacji związał się z ekipą Sonauto-Yamaha. Wziął udział łącznie w czterech wyścigach, spośród których najlepiej zaprezentował się podczas GP San Marino, gdzie zajął piątą lokatę. Zdobyte punkty sklasyfikowały go na 17. pozycji.
W 1992 roku Niall zawarł umowę z zespołem na pełny sezon. Pięciokrotnie znalazł się w czołowej siódemce, a podczas GP Hiszpanii po raz szósty w karierze uplasował się na najniższym stopniu podium. Rywalizację ukończył na 11. lokacie.
W kolejnym sezonie podpisał kontrakt z ekipą Valvoline-Yamaha. W pierwszej ósemce dojechał siedmiokrotnie, a ostatnie podium w karierze uzyskał w GP Wielkiej Brytanii. Zmagania zakończył na 9. miejscu.
Ostatni rok w pięćsetkach zaliczył w stajni Slick 50, również korzystającej z maszyn Yamahy. Najlepszą lokatą Szkota była czterokrotnie ósma pozycja. Uzbierane punkty pozwoliły mu zająć 10. miejsce w klasyfikacji generalnej.

### BSBK
W latach 1996–2000 Mackenzie brał udział w brytyjskich mistrzostwach Superbike. W pierwszych trzech sezonach sięgał po tytuł mistrzowski, wraz z zespołem McElnea Rob - Yamaha. W 2001 roku na torze w Knockhill Niall po raz ostatni wystartował w wyścigu.

### Statystyki liczbowe
System punktowy od 1969 do 1987:
| Pozycja | 1  | 2  | 3  | 4 | 5 | 6 | 7 | 8 | 9 | 10 |
| Punkty  | 15 | 12 | 10 | 8 | 6 | 5 | 4 | 3 | 2 | 1  |

System punktowy od 1988 do 1991:
| Pozycja | 1  | 2  | 3  | 4  | 5  | 6  | 7 | 8 | 9 | 10 | 11 | 12 | 13 | 14 | 15 |
| Punkty  | 20 | 17 | 15 | 13 | 11 | 10 | 9 | 8 | 7 | 6  | 5  | 4  | 3  | 2  | 1  |

System punktowy od 1992:
| Position | 1  | 2  | 3  | 4  | 5 | 6 | 7 | 8 | 9 | 10 |
| Punkty   | 20 | 15 | 12 | 10 | 8 | 6 | 4 | 3 | 2 | 1  |

System punkty od 1993:
| Pozycja | 1  | 2  | 3  | 4  | 5  | 6  | 7 | 8 | 9 | 10 | 11 | 12 | 13 | 14 | 15 |
| Punkty  | 25 | 20 | 16 | 13 | 11 | 10 | 9 | 8 | 7 | 6  | 5  | 4  | 3  | 2  | 1  |

| Rok  | Klasa   | Zespół              | Motocykl      | 1      | 2      | 3      | 4      | 5       | 6      | 7      | 8      | 9      | 10     | 11     | 12     | 13     | 14     | 15    | Punkty | Pozycja | Zwycięstwa |
| ---- | ------- | ------------------- | ------------- | ------ | ------ | ------ | ------ | ------- | ------ | ------ | ------ | ------ | ------ | ------ | ------ | ------ | ------ | ----- | ------ | ------- | ---------- |
| 1984 | 250 cm³ | Armstrong-Rotax     | CF250         | RSA -  | NAT -  | ESP -  | AUT -  | GER -   | FRA -  | YUG -  | NED -  | BEL -  | GBR 28 | SWE NC | RSM -  |        |        |       | 0      | -       | 0          |
| 1985 | 250 cm³ | Armstrong-Rotax     | CF250         | RSA 24 | ESP NC | GER NC | NAT NC | AUT 14  | YUG 16 | NED 14 | BEL NC | FRA 14 | GBR NC | SWE 10 | RSM NC |        |        |       | 1      | 28      | 0          |
| 1986 | 250 cm³ | Armstrong-Rotax     | CF250         | ESP -  | NAT -  | GER -  | AUT -  | YUG -   | NED 12 | BEL 8  | FRA 21 | GBR 10 | SWE 11 | RSM NC |        |        |        |       | 4      | 21      | 0          |
| 1986 | 500 cm³ | HB-Suzuki           | RG500         | ESP -  | NAT -  | GER -  | AUT -  | YUG -   | NED -  | BEL -  | FRA -  | GBR 7  | SWE 7  | RSM 8  |        |        |        |       | 11     | 10      | 0          |
| 1987 | 500 cm³ | HB-Honda            | Honda NSR500  | JPN NC | ESP 4  | GER 7  | NAT 10 | AUT 3   | YUG -  | NED NC | FRA 7  | GBR 5  | SWE 5  | CZE 5  | RSM 7  | POR 6  | BRA 8  | ARG 7 | 61     | 5       | 0          |
| 1988 | 500 cm³ | HB-Honda            | Honda NSR50   | JPN 4  | USA 3  | ESP 5  | EXP 7  | NAT 11  | GER 9  | AUT NC | NED 5  | BEL 11 | YUG NC | FRA NC | GBR 4  | SWE 4  | CZE 6  | BRA 4 | 125    | 6       | 0          |
| 1989 | 500 cm³ | Marlboro Yamaha     | Yamaha YZR500 | JPN 6  | AUS NC | USA 5  | ESP 3  | NAT DNS | GER NC | AUT -  | YUG 12 | NED 8  | BEL 10 | FRA 7  | GBR 4  | SWE 4  | CZE 6  | BRA 9 | 103    | 7       | 0          |
| 1990 | 250 cm³ | Yamaha              | YZR250        | JPN 13 | USA 14 | ESP -  | NAT -  | GER -   | AUT -  | YUG -  | NED -  | BEL -  | FRA -  | GBR -  | SWE -  | CZE -  | HUN -  | AUS - | 5      | 33      | 0          |
| 1990 | 500 cm³ | Lucky Strike-Suzuki | Suzuki RGV500 | JPN -  | USA -  | ESP 8  | NAT 5  | GER 3   | AUT 5  | YUG 3  | NED 5  | BEL 12 | FRA 6  | GBR 5  | SWE 5  | CZE 4  | HUN 7  | AUS 5 | 140    | 4       | 0          |
| 1991 | 500 cm³ | Sonauto-Yamaha      | Yamaha YZR500 | JPN -  | AUS -  | USA -  | ESP -  | ITA -   | GER -  | AUT -  | EUR -  | NED -  | FRA -  | GBR 7  | RSM 5  | CZE -  | VDM 12 | MAL 6 | 34     | 17      | 0          |
| 1992 | 500 cm³ | Sonauto-Yamaha      | Yamaha YZR500 | JPN 7  | AUS NC | MAL NC | ESP 3  | ITA 9   | EUR 7  | GER NC | NED 7  | HUN 14 | FRA 6  | GBR NC | BRA 9  | RSA 8  |        |       | 37     | 11      | 0          |
| 1993 | 500 cm³ | Valvoline-Yamaha    | ROC           | AUS 10 | MAL 8  | JPN 13 | ESP 7  | AUT 11  | GER 9  | NED 8  | EUR 6  | RSM 8  | GBR 3  | CZE NC | ITA 9  | USA 8  | FIM 8  |       | 103    | 9       | 0          |
| 1994 | 500 cm³ | Slick 50-Yamaha     | ROC           | AUS NC | MAL 11 | JPN 19 | ESP 8  | AUT 9   | GER 8  | NED NC | ITA 9  | FRA NC | GBR 8  | CZE 9  | USA 10 | ARG 11 | EUR 8  |       | 69     | 10      | 0          |
| 1995 | 250 cm³ | Docshop Aprilia     | Aprilia RS250 | AUS NC | MAL NC | JPN NC | ESP 11 | GER 14  | ITA NC | NED 12 | FRA 19 | GBR 6  | CZE NC | BRA 19 | ARG 11 | EUR NC |        |       | 26     | 18      | 0          |